# Moisés salvado de las aguas (La Fosse)
Moisés salvado de las aguas es un cuadro del pintor barroco francés Charles de La Fosse, realizado en 1701, que se encuentra en el Museo del Louvre.

## El tema
La representación del niñito Moisés siendo rescatado de las aguas del Nilo por las sirvientas de la princesa egipcia es uno de los temas más frecuentes en la pintura, como indican las obras homónimas de Paolo Veronese, Orazio Gentileschi o Edwin Long, por citar solo algunos ejemplos.
El relato bíblico base de esta historia se encuentra en los primeros capítulos del Éxodo donde se narra que viendo crecer el número de los descendientes de Jacob en Egipto, un nuevo Faraón mandó erradicar a los varones hebreos recién nacidos arrojándolos al Nilo. Los padres de Moisés, desesperados, confían la suerte de su bebé colocándolo en un cesto embreado y depositado en las aguas del río bajo la mirada vigilante de Miriam, la hermana mayor del niñito. Tras ser localizado por las esclavas egipcias, Moisés será recogido y posteriormente criado como hijo adoptivo de la princesa.
El tema se hizo popular y demandado por la Iglesia por prefigurar la salvación milagrosa de Jesucristo de manos del rey Herodes.

## Descripción de la obra

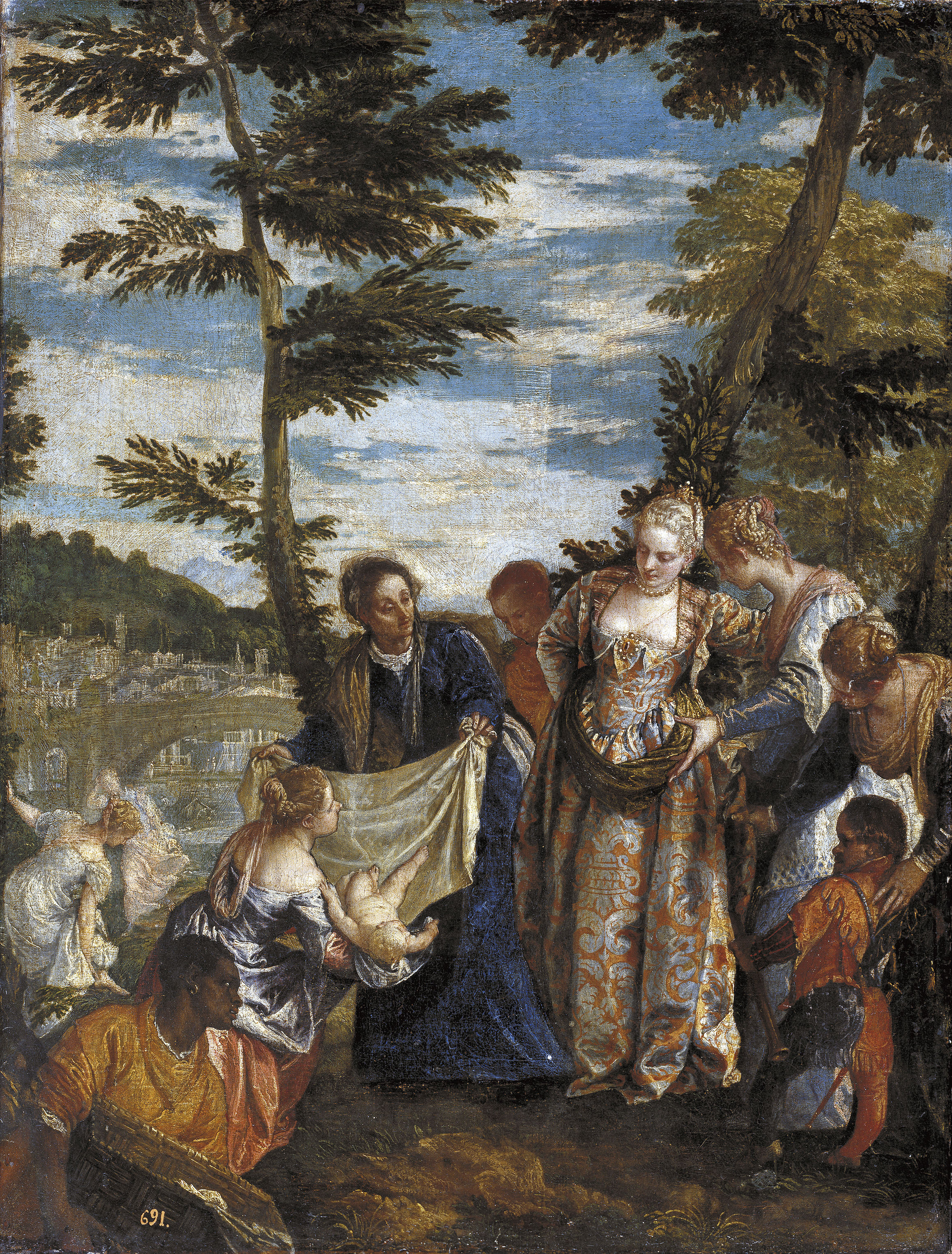
Moisés salvado de las aguas del Nilo, 1580, Paolo Veronese.

El pintor académico francés, uno de los máximos representantes del barroco de ese país, se deja influir por el modelo de Rubens, lleno de color, heredado a su vez de las características de la pintura veneciana del siglo XVI.
Esta influencia se dejaría sentir en la pintura francesa del siglo XVIII gracias a La Fosse, como se percibe en esta y otras obras de temática mitológica (véase por ejemplo, su Acis y Galatea del Museo del Prado, donde se percibe ese reflejo de la obra de Rubens).